# تومسونفيل (ميشيغان)
تومسونفيل هي بلدة في مقاطعة بينزي في ولاية ميشيغان. وقت إحصاء سكان عام 2002، عدد السكان كان 457. البلدة تقع في جنوب المقاطعة على الحد بين منطقة ويلدون ومنطقة كولفاكس.

## التركيبة السكانية
حدّد مكتب تعداد الولايات المتحدة بيانات التركيبة السكانية لتومسونفيل في تعداد الولايات المتحدة. في ما يلي، التركيبة السكانية حسب تعدادي 2000 و2010.

### تعداد عام 2000
بلغ عدد سكان تومسونفيل 457 نسمة بحسب تعداد عام 2000، وبلغ عدد الأسر 180 أسرة وعدد العائلات 120 عائلة مقيمة في القرية. في حين سجلت الكثافة السكانية 177.1 نسمة لكل كيلومتر مربع (458.7/ميل2). وبلغ عدد الوحدات السكنية 221 وحدة بمتوسط كثافة قدره 85.7 لكل كيلومتر مربع (222.0/ميل2).
وتوزع التركيب العرقي للقرية بنسبة 96.06% من البيض و2.41% من الأمريكيين الأصليين و0.22% من الأمريكيين ذوي الأصول الآسيوية و1.09% من الأعراق الأخرى و0.22% من عرقين مختلطين أو أكثر و0.22% من الهسبانيون أو اللاتينيون من أي عرق.
بلغ عدد الأسر 180 أسرة كانت نسبة 36.7% منها لديها أطفال تحت سن الثامنة عشر تعيش معهم، وبلغت نسبة الأزواج القاطنين مع بعضهم البعض 47.2% من أصل المجموع الكلي للأسر، ونسبة 13.9% من الأسر كان لديها معيلات من الإناث دون وجود شريك، بينما كانت نسبة 5.6% من الأسر لديها معيلون من الذكور دون وجود شريكة وكانت نسبة 33.3% من غير العائلات. تألفت نسبة 28.9% من أصل جميع الأسر من عدة أفراد يعيشون في نفس المنزل ونسبة 15% كانت تتألف من شخص يعيش بمفرده يبلغ من العمر 65 عاماً أو أكثر. وبلغ متوسط حجم الأسرة المعيشية 2.54، أما متوسط حجم العائلات فبلغ 3.12.
بلغ العمر الوسطي للسكان 34.9 عاماً. وكانت نسبة 28.4% من القاطنين تحت سن الثامنة عشر، وكانت نسبة 8.3% بين الثامنة عشر والرابعة والعشرين عاماً، ونسبة 27.6% كانت واقعةً في الفئة العمرية ما بين الخامسة والعشرين والرابعة والأربعين عاماً، ونسبة 21.4% كانت ما بين الخامسة والأربعين والرابعة والستين، ونسبة 14.2% كانت ضمن فئة الخامسة والستين عاماً فما فوق. يوجد لكل 100 أنثى 101.3 ذكر، ويوجد لكل 100 أنثى في الثامنة عشر من عمرها فما فوق 99.4 ذكر.
بلغ متوسط دخل الأسرة في القرية 29,125 دولارًا، أما متوسط دخل العائلة فبلغ 31,103 دولارًا. وكان متوسط دخل الذكور 22,500 دولارًا مقابل 18,250 دولارًا للإناث. وسجل دخل الفرد الخاص بالقرية 12,104 دولارًا. وكانت نسبة 12.8% من العائلات ونسبة 13.3% من السكان تحت خط الفقر، وكان من هؤلاء نسبة 24.3% تحت سن الثامنة عشر ونسبة 7.1% في الخامسة والستين من العمر وما فوق.

### تعداد عام 2010
بلغ عدد سكان تومسونفيل 441 نسمة بحسب تعداد عام 2010، وبلغ عدد الأسر 183 أسرة وعدد العائلات 112 عائلة مقيمة في القرية. في حين سجلت الكثافة السكانية 170.9 نسمة لكل كيلومتر مربع (442.6/ميل2). وبلغ عدد الوحدات السكنية 245 وحدة بمتوسط كثافة قدره 95 لكل كيلومتر مربع (246.0/ميل2).
وتوزع التركيب العرقي للقرية بنسبة 94.78% من البيض و0.23% من الأمريكيين الأفارقة و2.49% من الأمريكيين الأصليين و0.23% من الأمريكيين ذوي الأصول الآسيوية و0.23% من الأعراق الأخرى و2.04% من عرقين مختلطين أو أكثر و1.36% من الهسبانيون أو اللاتينيون من أي عرق.
بلغ عدد الأسر 183 أسرة كانت نسبة 28.4% منها لديها أطفال تحت سن الثامنة عشر تعيش معهم، وبلغت نسبة الأزواج القاطنين مع بعضهم البعض 37.2% من أصل المجموع الكلي للأسر، ونسبة 16.4% من الأسر كان لديها معيلات من الإناث دون وجود شريك، بينما كانت نسبة 7.7% من الأسر لديها معيلون من الذكور دون وجود شريكة وكانت نسبة 38.8% من غير العائلات. تألفت نسبة 30.6% من أصل جميع الأسر من عدة أفراد يعيشون في نفس المنزل ونسبة 12.6% كانت تتألف من شخص يعيش بمفرده يبلغ من العمر 65 عاماً أو أكثر. وبلغ متوسط حجم الأسرة المعيشية 2.41، أما متوسط حجم العائلات فبلغ 2.99.
بلغ العمر الوسطي للسكان 38.5 عاماً. وكانت نسبة 23.1% من القاطنين تحت سن الثامنة عشر، وكانت نسبة 9.1% بين الثامنة عشر والرابعة والعشرين عاماً، ونسبة 28.1% كانت واقعةً في الفئة العمرية ما بين الخامسة والعشرين والرابعة والأربعين عاماً، ونسبة 24% كانت ما بين الخامسة والأربعين والرابعة والستين، ونسبة 15.6% كانت ضمن فئة الخامسة والستين عاماً فما فوق. وتوزع التركيب الجنسي للسكان بنسبة 49.9% ذكور و50.1% إناث.

## المناخ
يظهر الجدول التالي التغييرات المناخية على مدار السنة لتومسونفيل:
| البيانات المناخية لـتومسونفيل     | البيانات المناخية لـتومسونفيل | البيانات المناخية لـتومسونفيل | البيانات المناخية لـتومسونفيل | البيانات المناخية لـتومسونفيل | البيانات المناخية لـتومسونفيل | البيانات المناخية لـتومسونفيل | البيانات المناخية لـتومسونفيل | البيانات المناخية لـتومسونفيل | البيانات المناخية لـتومسونفيل | البيانات المناخية لـتومسونفيل | البيانات المناخية لـتومسونفيل | البيانات المناخية لـتومسونفيل | البيانات المناخية لـتومسونفيل |
| الشهر                             | يناير                         | فبراير                        | مارس                          | أبريل                         | مايو                          | يونيو                         | يوليو                         | أغسطس                         | سبتمبر                        | أكتوبر                        | نوفمبر                        | ديسمبر                        | المعدل السنوي                 |
| --------------------------------- | ----------------------------- | ----------------------------- | ----------------------------- | ----------------------------- | ----------------------------- | ----------------------------- | ----------------------------- | ----------------------------- | ----------------------------- | ----------------------------- | ----------------------------- | ----------------------------- | ----------------------------- |
| متوسط درجة الحرارة الكبرى °م (°ف) | −6 (22)                       | −4 (24)                       | 1 (34)                        | 9 (48)                        | 17 (62)                       | 22 (71)                       | 25 (77)                       | 24 (75)                       | 19 (66)                       | 12 (54)                       | 4 (39)                        | −2 (28)                       | 10 (50)                       |
| متوسط درجة الحرارة الصغرى °م (°ف) | −15 (5)                       | −16 (4)                       | −11 (12)                      | −4 (25)                       | 3 (37)                        | 7 (44)                        | 10 (50)                       | 9 (49)                        | 6 (42)                        | 1 (33)                        | −5 (23)                       | −11 (12)                      | −2 (28)                       |
| الهطول مم (إنش)                   | 89 (3.5)                      | 46 (1.8)                      | 56 (2.2)                      | 56 (2.2)                      | 71 (2.8)                      | 81 (3.2)                      | 81 (3.2)                      | 91 (3.6)                      | 97 (3.8)                      | 89 (3.5)                      | 76 (3.0)                      | 76 (3.0)                      | 909 (35.8)                    |
| المصدر: Weatherbase               |                               |                               |                               |                               |                               |                               |                               |                               |                               |                               |                               |                               |                               |